# Аніморфи (телесеріал)
«Аніморфи» (Animorphs) — американо-канадська екранізація частини популярного книжного циклу дитячої фантастики «Аніморфи», що транслювався в 1998—1999 роках.
Сюжет оповідає про групу підлітків, які отримали від дружнього інопланетянина здатність перетворюватися на різних тварин. Нею вони користуються, щоб завадити расі космічних паразитів їрків підкорити землян.

## Сюжет
П'ятеро земних підлітків стають свідками падіння іншопланетного космічного корабля. В цьому кораблі знаходився один іншопланетянин, на ім'я Ельфангор, схожий на синього кентавра. Іншопланетянин розповів хлоп'ятам, що його раса, андаліти, веде непримиренну війну з їрками — расою хробаків-паразитів, що вкорінюються в мозок інших створінь та контролюють їхнє тіло, і вже підкорили так кілька планет. Ця зоряна війна ведеться дуже давно, без особливих зрушень з тієї чи іншої сторони, але сили андалітів вже на межі. В цей час їрки звернули увагу на Землю як на розплідник потенційних тіл-носіїв. Саме тому Ельфангор прилетів сюди — щоб попередити землян про небезпеку. Проте їрки вже розпочали свою діяльність на Землі, і збили його корабель на підльоті до планети. Ельфангор прилетів на Землю з власного розсуду, всупереч рішенню керівництва свого народу, тому йому марно сподіватися на допомогу. Щоб дати людям шанс на порятунок від їрків, Ельфангор передає хлоп'ятам здібність своєї раси — морфитися, тобто тимчасово перетворюватися на будь-яку тварину, до якої вдалося доторкнутися.
Згодом Ельфангор гине в сутичці з прибулими до місця падіння корабля їрками, даючи юним землянам можливість втекти. Їм відомо про страшну небезпеку, що загрожує Землі, та вони нікому нічого не можуть розповісти — адже будь-яка людина, навіть власні батьки, можуть виявитися контрольовані їрками. Використовуючи аніморфінг, підлітки вистежують їрків, і перешкоджають багатьом їхнім планам, таким чином не дозволяючи прибульцям зробити всіх людей своїми рабами та остаточно підкорити нашу планету.

## Головні герої
- Джейк (Jake) — школяр, лідер команди, чий старший брат Том — контролер чужинців. Характер Джейка дещо депресивний, він повсякчас у сумнівах. Джейк не байдужий до Кессі, але приховує свої почуття.
- Рейчел (Rachel) — двоюрідна сестра Джейка. Вродлива тендітна білявка, котра займалася художньою гімнастикою. В критичних ситуаціях виявила себе наполегливим бійцем, що не припиняє початої боротьби за жодних обставин.
- Марко (Marco) — однокласник і найкращий приятель Джейка. Трохи бешкетуватий, але на нього завжди можна покластися у скрутній ситуації. По ходу дії з'ясується, що його мати, яка вважається загиблою кілька років тому, насправді була викрадена чужопланетянами. Тому інколи Марко вагається між відданістю справі та бажанням врятувати матір.
- Кессі (Cassie) — шкільна подруга Рейчел. Її батьки — ветеринари, мати працює в зоопарку, і Кессі з дитинства звикла мати справу з тваринами. Схильна до ненасильницьких дій, розв'язання проблем шляхом переговорів, що часом ставить під загрозу діяльність усіх аніморфів.
- Тобаяс (Tobias) — єдиний, хто не був знайомий з цією компанією до їхньої зустрічі з Ельфангором. Він ніколи не розповідає новим друзям про свою родину; в його минулому криється якась таємниця. Тобаяс з першого погляду закохався в Рейчел.
- Екс (Ax) — андаліт (повне ім'я — Aximili-Esgarrouth-Isthill, діти скорочено звуть його Ексом), молодший брат принца Ельфангора. Він втік від своїх рідних, щоб знайти на Землі старшого брата, та запізнився. Екс взяв зразки ДНК у всіх п'ятьох героїв, і заморфився у людину, яка поєднує риси їх усіх. Екс зовсім не пристосований до земного життя, і в сюжеті відіграє скоріш комічну роль, ніж надає реальну допомогу. Проте Екс є незамінним джерелом відомостей про їрків та способи боротьби з ними.

## Список епізодів
1. Перший сезон (1998)
  1. My Name Is Jake (1)
  2. My Name Is Jake (2)
  3. The Underground
  4. On the Run
  5. Between Friends
  6. The Message
  7. The Escape
  8. The Alien
  9. The Reaction
  10. The Stranger
  11. The Forgotten
  12. The Capture (1)
  13. The Capture (2)
2. Другий сезон (1999)
  1. Tobias
  2. Not My Problem
  3. The Leader (1)
  4. The Leader (2)
  5. The Release
  6. Face Off (1)
  7. Face Off (2)
  8. Face Off (3)
  9. My Name Is Erek
  10. Changes (1)
  11. Changes (2)
  12. Changes (3)
  13. The Front

За мотивами книг і телесеріалу зроблено також відеогру «Animorphs: Shattered Reality» (2000).